# Мелвілл Спенс
Мелвілл Емануель Альфонсо Спенс (англ. Melville Emanuel Alfonso Spence; 2 січня 1936 — 28 жовтня 2012) — ямайський легкоатлет, бігун на короткі дистанції.
Брат-близнюк ямайського легкоатлета-олімпійця Малкольма Спенса.

## Життєпис
На літніх Олімпійських іграх 1956 року в Мельбурні (Австралія) та 1964 року в Токіо (Японія) виступав у складі збірної команди Ямайки.